# RIZIN.34
湘南美容クリニック presents RIZIN.34（ショウナンビヨウクリニック・プレゼンツ・ライジン・サーティーフォー）は、日本の総合格闘技団体「RIZIN」の大会の一つ。
2022年3月20日に大阪府大阪市大阪市中央体育館（丸善インテックアリーナ大阪）で開催された。

## 概要
RIZINのナンバーシリーズとしては34回目の大会であり、PRIDE.34で終了したPRIDEのナンバーシリーズと並んだことから、PRIDE.34と同じく『リメンバー・ロックンロール・レイディオ?』がオープニングムービーで使用され、立木文彦のナレーションや演出など、PRIDE.34のオープニングムービーを踏襲したものとなった。
メインイベントで、弥益ドミネーター聡志と萩原京平が66.0kg契約で対戦し、弥益が勝利を収めた。

## 対戦カード

### オープニングファイト
キックボクシングルール 60.0kg契約ワンマッチ 3分3R
×  佐藤亮 vs.  駿 ○
1R 2:15 TKO（レフェリーストップ）

### 本戦
第1試合 キックボクシングルール 70.0kg契約ワンマッチ 3分3R
○  蛇鬼将矢 vs.  こうた ×
1R 1:53 TKO（レフェリーストップ）
第2試合 キックボクシングルール 63.0kg契約ワンマッチ 3分3R
×  山畑雄摩 vs.  小川翔 ○
1R 2:52 TKO（3ノックダウン）
第3試合 MMAルール 63.0kg契約ワンマッチ 5分3R
○  RYUKI vs.  山本歩夢 ×
1R 2:07 TKO（レフェリーストップ:グラウンドキック）
第4試合 キックボクシングルール 53.0kg契約ワンマッチ 3分3R
―  政所仁 vs.  佐藤執斗 ―
1R 1:30 ノーコンテスト（ドクターストップ）
※1R中に佐藤が足を負傷し、試合続行不可能と判断されたためノーコンテスト。
第5試合 キックボクシングルール 61.0kg契約ワンマッチ 3分3R
○  笠原友希 vs.  元氣 ×
1R 2:24 TKO（レフェリーストップ）
第6試合 キックボクシングルール 70.0kg契約ワンマッチ 3分3R
○  憂也 vs.  洋輔YAMATO ×
2R 2:51 TKO（レフェリーストップ）
第7試合 MMAルール 60.0kg契約ワンマッチ 5分3R
○  福田龍彌 vs.  NavE ×
1R 0:54 KO（スタンドパンチ）
第8試合 MMAルール 57.0kg契約ワンマッチ 5分3R
○  竿本樹生 vs.  宇田悠斗 ×
3R終了 判定2-1
第9試合 MMAルール 61.0kg契約ワンマッチ 5分3R
○  アラン“ヒロ”ヤマニハ vs.  手塚基伸 ×
2R 3:25 リアネイキッドチョーク
第10試合 キックボクシングルール 61.0kg契約ワンマッチ 3分3R
△  大雅 vs.  髙橋亮 △
3R終了 判定1-0
第11試合 MMAルール 71.0kg契約ワンマッチ 5分3R
○  大原樹理 vs.  アキラ ×
3R終了 判定2-1
第12試合 MMAルール 57.0kg契約ワンマッチ 5分3R
○  北方大地 vs.  村元友太郎 ×
3R終了 判定3-0
第13試合 MMAルール 77.0kg契約ワンマッチ 5分3R
×  ストラッサー起一 vs.  阿部大治 ○
3R終了 判定0-3
第14試合 MMAルール 68.0kg契約ワンマッチ 5分3R
×  中村大介 vs.  山本空良 ○
3R終了 判定1-2
第15試合 キックボクシングルール 61.0kg契約ワンマッチ 3分3R
○  皇治 vs.  梅野源治 ×
3R終了 判定2-0
第16試合 MMAルール 66.0kg契約ワンマッチ 5分3R
○  弥益ドミネーター聡志 vs.  萩原京平 ×
1R 3:21 腕ひしぎ三角固め